# 内村美代子
内村 美代子（うちむら みよこ、1903年（明治36年）8月 - 2003年（平成15年）7月22日）は、日本の翻訳家、著作家である。内村鑑三の英文著作や野球雑誌『ベースボール・マガジン』の翻訳などで知られている。旧姓、久須美。
内村鑑三の長男で東京大学医学部教授だった内村祐之の妻でもある。

## 生涯
1903年に越前福井藩の士族の海軍少将大館源太郎の娘として東京で生まれる。1911年夏、酒井忠宝の娘・久須美鉐子の息子の養女となる。1913年、実父が死去する。日本女子大学付属高女卒業後、大学部の英文科に進んだが、肋膜炎を患い休学する。
1924年に東京帝国大学医学部を卒業した内村祐之と結婚。1980年に祐之と死別する。

## 家族
- 曽祖父・大館俊氏 ‐ 福井藩士[2]。
- 祖父・大館尚氏 ‐ 俊氏の長男。福井藩士、藤島神社2代宮司[2]。
- 父・大館源太郎（1866-1914） ‐ 尚氏の長男。海軍造兵総監。海軍機関学校卒[3][2][4]。
- 母・キミ（君子、1879-） ‐ 久須美秀三郎の二女[5]。
- 養父・久須美東馬 ‐ 久須美秀三郎の長男。キミの兄。岳父に酒井忠宝。子がなかったため美代子を養女とした[6][7]。
- 夫・内村祐之 ‐ 内村鑑三の長男
- 叔父・福島縫次郎（1873－1933） ‐ 源太郎の弟(尚氏の二男)。鉄道技術者。1896年に海軍少将・福島敬典の婿養子となり、1899年に東京帝国大学工科大学機械工学科を卒業後鉄道庁に入り、日露戦争後、韓国統監府技師から鉄道院に転じ、1912年欧米視察、1922年退官して東京帝大工学部講師を経て日本製管社長などを務めた。娘婿に南満州鉄道理事の伊沢道雄、鉄道建築の伊藤滋 (建築家)など。妻つるの叔父に柳本直太郎[8][9]。
- 叔母・ミチ ‐ 源太郎の妹。水谷叔彦の妻。水谷（1865-1947）は海軍少将、日本製鋼所常務。海軍機関学校卒。グリニッジ王立海軍大学校留学中、ゴルフを体験し、日本人で初めてゴルフをした人物となる。娘婿に明石和衛、戸塚武比古、内山良（内山安兵衛二男）など。外孫に西崎義展[10][11][12][13]。
- 叔母・クミヲ ‐ 源太郎の妹。小川正孝の妻。

## 著作
- 『晩年の父内村鑑三』教文館、1985年1月。 ISBN 978-4764262300。

### 編著
- 『内村鑑三思想選書』（全6巻）羽田書店、1949年。
- 内村鑑三(著)、内村美代子、山本泰次郎(編)『内村鑑三 非戦論』角川書店＜角川文庫＞、1953年。

### 翻訳
- 内村鑑三（著）、山本泰次郎、内村美代子（訳）『余はいかにしてキリスト信徒となりしか』角川文庫、1955年。ほか。
- 内村鑑三（著）、内村美代子（訳）『代表的日本人』日本ソノサービスセンター＜歴史文庫＞、1968年。
- 内村祐之、内村美代子（訳）『ドジャースの戦法』ベースボール・マガジン社、1957年。
- 内村祐之、内村美代子（訳）『野球王タイ・カップ自伝』ベースボール・マガジン社、1963年。